# Park Han-byul
Park Han-byul (n. 17 noiembrie 1984) este o actriță sud-coreeană.

## Cariera
Fiind studentă la Liceul de Artă Anyang, Han-byul a postat fotografii cu ea pe internet, devenind astfel o celebritate online datorită asemănării fizice izbitoare cu actrița Jun Ji-hyun. După ce a semnat un contract cu o agenție de divertisment, ea a debutat ca actriță în anul 2003 în filmul horror Wishing Stairs, rolul ei necesitând ca ea să învețe balet într-o perioadă de două luni de antrenament sever.
De atunci a apărut într-o succesiune de seriale TV, iar în 2008 s-a întors pe marele ecran cu un rol în filmul Fate. Următorul ei proiect este un film intitulat Yoga School.

## Viața personală
În iunie 2009, cântărețul K-pop Se7en a recunoscut pe site-ul său faptul că el si Han-byul sunt într-o relație de 7 ani, ei cunoscându-se pentru prima dată în ultimul an de liceu. Se7en a negat anterior zvonurile că sunt un cuplu pentru a-i proteja viața privată lui Han-byul și pentru a lăsa relația să se dezvolte de la sine.

## Seriale TV
- Oh! My Lady (SBS, 2010)
- Everybody Cha Cha Cha (KBS1, 2009)
- Blue Fish (SBS, 2007)
- Couple Breaking (CHCGV, 2007)
- Couple of Fantasy (MBC, 2006)
- Freeze (CGV, 2006)
- Han River Ballad (MBC, 2004)
- My Fair Lady (SBS, 2003)

## Filme
- My Mini Black Dress (2011)
- Yoga School (2009)
- Fate (2007)
- Wishing Stairs (2003)

## Videoclipuri
I'm going crazy - Se7en (2010)